# فرودگاه منطقه‌ای روتلند ساوترن ورمانت
فرودگاه منطقه‌ای روتلند ساوترن ورمانت (به انگلیسی: Rutland Southern Vermont Regional Airport) یک فرودگاه همگانی بهره‌برداری هوایی با کد یاتا RUT است که یک باند فرود آسفالت دارد و طول باند آن ۱۵۲۴ متر است. این فرودگاه در کشور ایالات متحده آمریکا قرار دارد و در ارتفاع ۲۴۰ متری از سطح دریا واقع شده است.